# 이스라엘 군사 산업

이스라엘 군사 산업(히브리어: תעש מערכות 타아스 마아라코트, 2016년 전에 히브리어: התעשיה הצבאית 하타아시야 하츠바이트)은 이스라엘 보안대를 위해 무기제조사이다. 1933년에 영국 팔레스타인에 사는 유대인의 첫 번째 준군사조직(하가나, 히브리어: ההגנה 하하가나)을 위해 무기와 탄약을 제조하려고 설립하였으며 요즘에는 주로 이스라엘 방위군이 사용하려고 무기, 탄약, 군사장비를 제조한다.